# Napomyza ranunculicaulis
Napomyza ranunculicaulis este o specie de muște din genul Napomyza, familia Agromyzidae, descrisă de Spencer în anul 1977. Conform Catalogue of Life specia Napomyza ranunculicaulis nu are subspecii cunoscute.